# Charles Rosen (pintor)
Charles Rosen (Reagantown, 28 de abril de 1878-Kingston (Nueva York), 21 de junio de 1950) fue un pintor estadounidense que vivió muchos años en Woodstock, Nueva York. En la década de 1910 fue aclamado por sus paisajes impresionistas de invierno. Se sintió insatisfecho con este estilo y alrededor de 1920 cambió a un estilo cubista - realista (precisionismo) radicalmente diferente. Fue reconocido como uno de los líderes de la colonia de artistas de Woodstock.

## Primeros años
Charles Rosen nació en una granja en Reagantown, condado de Westmoreland, Pensilvania, el 28 de abril de 1878. Cuando tenía dieciséis años abrió un estudio fotográfico en West Newton, Pensilvania, en la región minera del carbón al oeste del estado. La mayoría de sus fotografías eran de mineros fallecidos. Rosen luego trabajó para un negocio de fotografía en Salem, Ohio, y en 1898 se trasladó a la ciudad de Nueva York. Planeaba convertirse en ilustrador de los periódicos. Estudió pintura en la Academia Nacional de Diseño con Francis Coates Jones. También tomó clases en la Escuela de Arte de Nueva York con William Merritt Chase y Frank DuMond. Se interesó en la pintura de paisaje en 1902 en las clases al aire libre de DuMond en Old Lyme, Connecticut.

## Impresionista

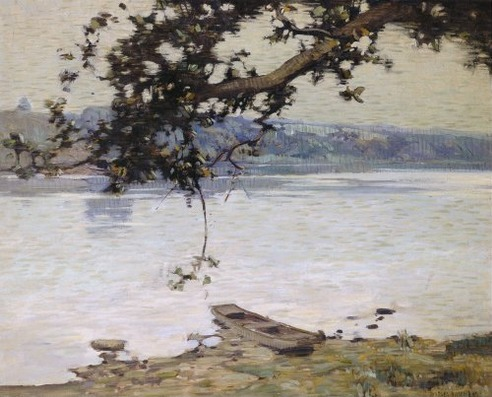
Morning on the Delaware (1912), Charles Rosen

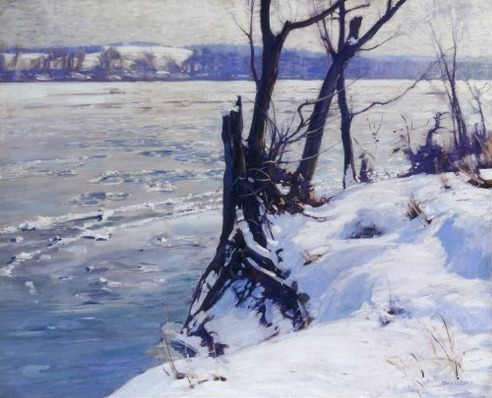
Una mañana de invierno - Condado de Bucks (1913)

En 1903, Rosen se casó con Mildred Holden. Se trasladaron a las cercanías de New Hope, Pensilvania, que se convirtió en su hogar durante diecisiete años. Rosen se hizo conocido por sus grandes escenas de nieve. Sus primeras obras a menudo se compararon con Edward Willis Redfield, el líder del grupo de artistas impresionistas en New Hope. También fue amigo de los artistas Daniel Garber, William Langson Lathrop y John Fulton Folinsbee.
Los paisajes de Rosen eran extremadamente variados. A veces eran espontáneos, pintados rápidamente y, a veces, se trabajaban con cuidado. Algunas pinturas estaban llenas de movimiento y otras eran serenamente tranquilas. Algunas son casi monocromáticas, mientras que otras explotan en color. En 1914 Rosen hizo la primera de varias visitas a la isla de Vinalhaven en la costa de Maine. Su paisaje agreste fue objeto de varias pinturas. Su obra se volvió cada vez más decorativo.
En 1916, la Academia Nacional otorgó a Rosen la Medalla de Oro Inness y el Premio Altman. Le hicieron siete exposiciones individuales y fue elegido miembro de la Academia Nacional. En 1916, Rosen y otros seis artistas formaron The New Hope Group para organizar exposiciones de sus obras. Los otros en este grupo eran Rae Sloan Bredin, Morgan Colt, Daniel Garber, William Langson Lathrop y Robert Spencer.

## Arte moderno

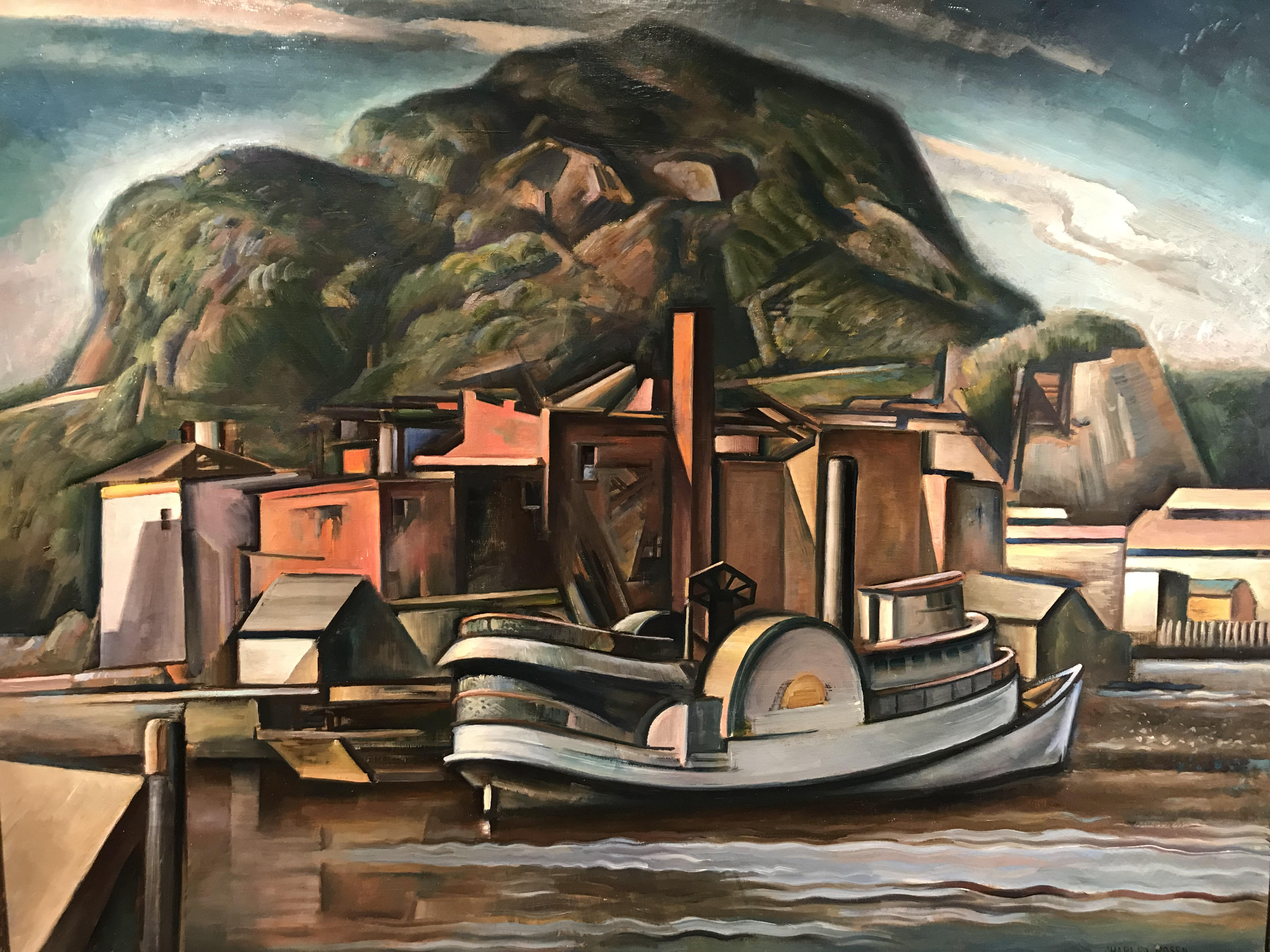
Vapor de rueda lateral en el Rondout

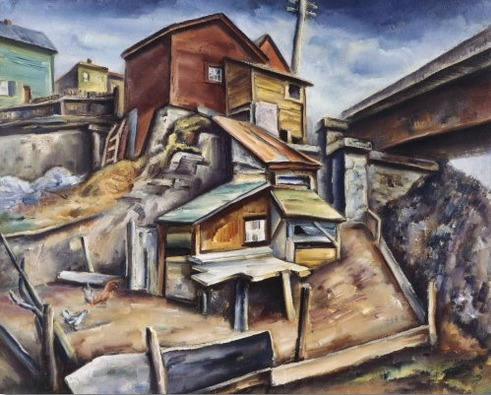
Viviendas en acantilados (1918)

Rosen empezaba a sentir que el impresionismo pertenecía al pasado, y a partir de 1916 empezó a experimentar con otros estilos. Enseñó en la escuela de verano de la Liga de Estudiantes de Arte de Nueva York en Woodstock, Nueva York en 1918. Fue profesor y luego director de la escuela de verano hasta 1921. Uno de los alumnos de Rosen allí fue el canadiense André Charles Biéler. En 1920, Rosen se trasladó permanentemente a Woodstock con su esposa y sus dos hijas. Se hizo muy amigo de los pintores George Bellows y Eugene Speicher. En 1920 Rosen había adoptado un estilo cubista-realista (más tarde identificado como precisionismo) que caracterizó su obra por el resto de su vida.
En 1922, Rosen, Henry Lee McFee y Andrew Dasburg fundaron la Escuela de Pintura de Woodstock. Rosen enseñó también en la Galería de Bellas Artes de Columbus en Columbus, Ohio, de 1924 a 1928. Durante la Gran Depresión, el gobierno le encargó a Rosen que pintara una serie de murales en las oficinas de correos. Sus murales en Beacon, Nueva York y Poughkeepsie, Nueva York incluyeron panoramas del valle del Hudson y la ciudad de Nueva York, y escenas históricas. El último se llevó a cabo en 1939. También ejecutó obras en Palm Beach, Florida bajo este programa. Sus representaciones modernas pero realistas de edificios, torres y chimeneas reflejan la influencia de Paul Cézanne.
En 1940, Rosen fue nombrado director temporal de la Escuela de Arte del Museo Witte en San Antonio, Texas. Rosen sufrió un infarto en 1942. Después de esto se centró en pequeños pasteles y dibujos. Murió el 21 de junio de 1950 en Kingston, Nueva York a la edad de setenta y dos años.

## Obra
Algunos consideran que los paisajes invernales impresionistas de Rosen de Pensilvania y la costa de Maine, con diseños contundentes y pinceladas audaces y en capas profundas, son sus mejores obras. Sus obras impresionistas fueron elogiadas por su "virilidad, sinceridad y poder". Algunas de sus sencillas pero elegantes composiciones recuerdan el estilo de las estampas japonesas. Fueron muy bien recibidos en su momento. A pesar de esto, se volvió hacia un estilo cubista-realista después de trasladarse a Woodstock. Según John Folinsbee, "Rosen estaba considerando la forma en relación con los colores cálidos y fríos, los bordes perdidos y encontrados, todo lo cual contribuyó a intensificar la ilusión del espacio en un lienzo plano. La abstracción había ganado para él una nueva importancia". Algunos críticos consideran que sus escenas de las ciudades de Rondout y Saugerties en el río Hudson son sus mejores obras. Sin embargo, otro crítico dice que las sombrías vistas de edificios en mal estado de Rosen eran difíciles de distinguir del trabajo de Bellows y Speicher.
El Museo de Arte James A. Michener en New Hope tiene una colección de pinturas de Rosen. Brian H. Peterson, conservador principal de este museo, escribió un libro sobre el artista titulado Form Radiating Life: the Paintings of Charles Rosen (2006). El libro se publicó para coincidir con una exposición con el mismo título de más de cincuenta obras organizada por el Museo de Arte James A. Michener y mostrada también en el Museo de Arte Samuel Dorsky de la Universidad Estatal de Nueva York en New Paltz. Su obra se encuentra en colecciones públicas y privadas en Idaho, Connecticut, Ohio, Nueva York, Pennsylvania, Missouri y Washington D. C.

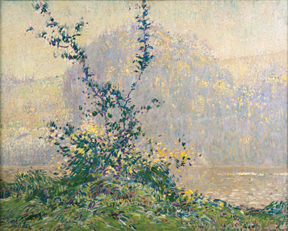
Mañana (1909)
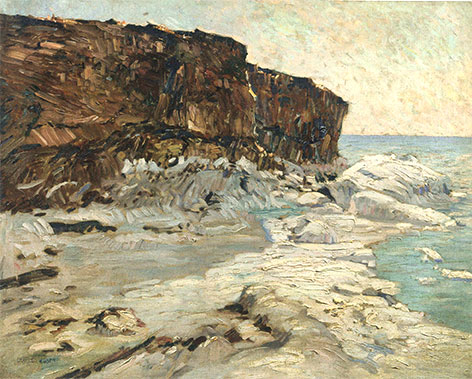
Punta Bluff, Vinalhaven (1914)
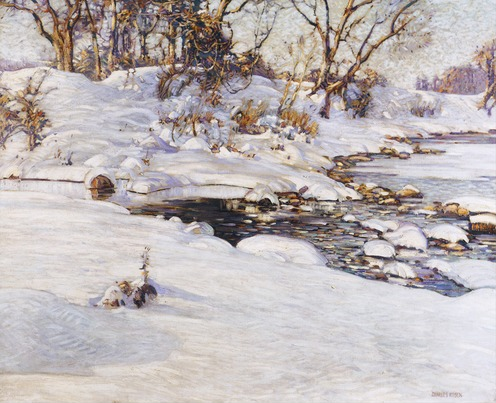
Luz del sol de invierno (1916)
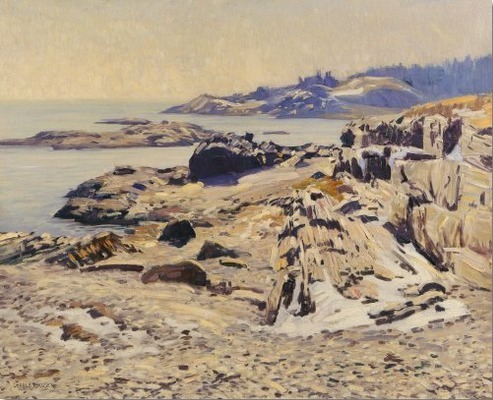
Una costa rocosa (1917)
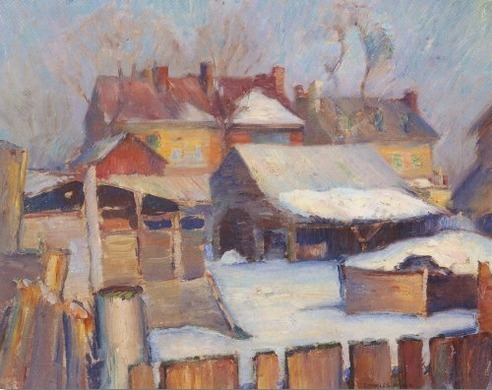
Tejados (1920)